# دوريان غريغوري
دوريان غريغوري (بالإنجليزية: Dorian Gregory)‏ هو ممثل أمريكي، ولد في 26 يناير 1971 في الولايات المتحدة.

## وصلات خارجية
- دوريان غريغوري على موقع IMDb (الإنجليزية)
- دوريان غريغوري على موقع ألو سيني (الفرنسية)
- دوريان غريغوري على موقع إن إن دي بي (الإنجليزية)
- دوريان غريغوري على موقع قاعدة بيانات الفيلم (الإنجليزية)